# Venskab (film)
|  | Denne artikel er oprettet af botten Steenthbot ud fra en ekstern database. Den kan derfor have sproglige fejl eller mangler. Denne skabelon kan fjernes efter kontrol af indholdet. |

 For alternative betydninger, se Venskab (flertydig). (Se også artikler, som begynder med Venskab)
Venskab er en dansk kortfilm fra 2012 instrueret af Pinoe Andersen efter eget manuskript.

## Handling
Vi er på landet. Året er 1955, og sommeren er på sit højeste. Vi følger vennerne Thor og Jens gennem sommerens leg og drengestreger, da en voldsom begivenhed pludselig sætter venskabet under pres.